# Lignotuber

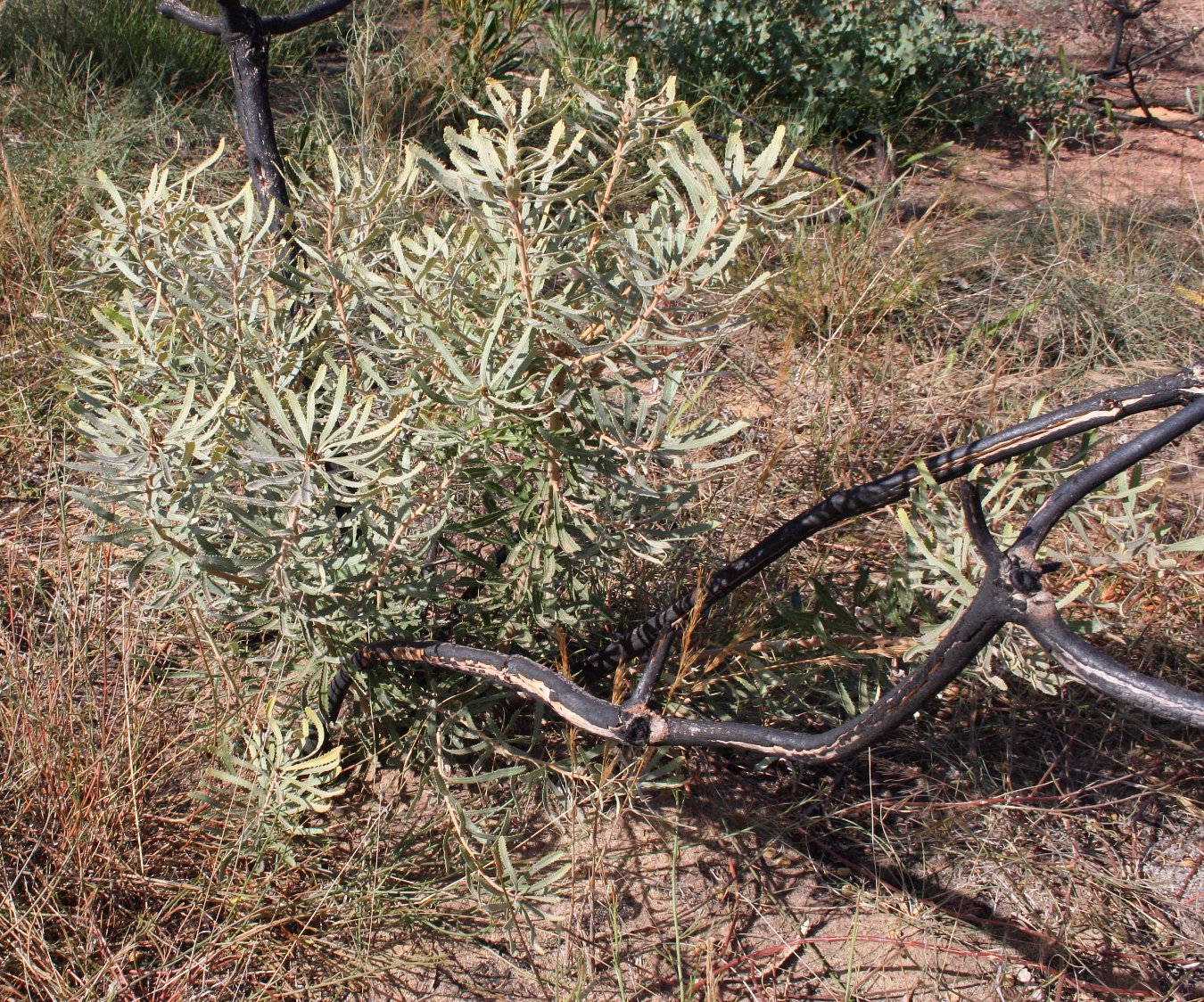
Pędy Banksia attenuata odrastające po pożarze

Lignotuber – nabrzmienie na granicy pędu i korzenia zbudowane głównie z tkanki drzewnej zawierającej znaczne ilości materiałów zapasowych, w postaci skrobi i innych węglowodanów. Na nabrzmieniu występują liczne, uśpione pąki, które umożliwiają szybkie odtworzenie nadziemnej części rośliny po pożarze. Pąki chronione są przed działaniem wysokich temperatur grubą korą oraz lokalizacją tuż przy powierzchni gleby. Organ jest naturalnym elementem budowy wielu roślin rosnących w klimacie śródziemnomorskim, możliwe że spełnia również inne funkcje poza odtwarzaniem pędów po pożarze. Lignotuber młodych, jednorocznych drzew Eucalyptus kochii zawiera około 200 ognisk merystematycznych, z których każde może dać początek kilku pędom. U drzew 4-5-letnich liczba ognisk merystematycznych wynosi około 3000.